# Amstrad PC1512
L'Amstrad PC1512 è un modello di personal computer IBM compatibile prodotto dalla Amstrad nel 1986.
Era disponibile in varie versioni, a singolo o doppio drive e con monitor a colori e monocromatico. La versione più economica e più diffusa di questo personal computer era la PC1512DD, caratterizzata da un doppio floppy disk drive da 5"1/4 e un monitor monocromatico CGA (Color Graphics Adapter) che simula i colori con toni di grigio. Le capacità grafiche di questo adattatore permettono, inoltre, di simulare un adattatore monocromatico HGC (Hercules Graphics Card).

## Dotazioni e caratteristiche
Il computer si presentava composto da due unità, una "Unità centrale", contenente la scheda madre, i drive, gli slot di espansione e le connessioni esterne ed un monitor che si inseriva in un incavo presente sulla parte superiore dell'Unità centrale, un sistema che richiamava chiaramente le forme dell'Apple II, uscito qualche anno prima.
In un vano ricavato sotto questo incavo, trovavano posto 4 batterie stilo per il mantenimento delle informazioni di BIOS (data ed ora).
Le caratteristiche fondamentali di questo PC erano:
- Memoria di 512 kB
- Processore AMD 8086 con clock 8 MHz
- Doppio floppy disk da 5"1/4 (capacità formattata di 360 kiB)
- Monitor monocromatico a fosfori bianchi o a colori
- Scheda grafica CGA
- 3 slot di espansione a 8 bit, comodamente accessibili da uno sportello posteriore
- Una interfaccia parallela Centronics
- Una porta seriale RS232C con connettore DB25
- Un connettore proprietario per il mouse
- Un connettore proprietario per la tastiera
- Tastiera a 85 tasti

## Particolarità
Il computer si distingue dagli IBM compatibili dell'epoca per la scelta di alimentare l'Unità Centrale mediante l'alimentatore posto nel monitor.
Questa soluzione (adottata anche per i modelli più potenti della stessa serie, come il PC1640) non fu ottimale sia perché molti monitor si guastavano a causa del surriscaldamento dei componenti, sia perché era impossibile sostituire il monitor in dotazione con uno di qualità migliore o a colori.

## Posizionamento nel mercato
In virtù di una eccellente progettazione e realizzazione dell'hardware (la scheda madre è completamente schermata, così come tutti i cavi ed i drive presenti nell'Unità Centrale), seppur con qualche incoerenza costruttiva, come l'alimentatore integrato nel monitor ed una politica di prezzi particolarmente aggressiva, permise alla Amstrad di posizionarsi saldamente ai vertici del mercato, specie in Europa.
Grazie anche a politiche commerciali mirate, per cui alla fine del 1987 era possibile acquistare per circa un milione di lire un PC1512DD monocromatico completo di stampante e con una buona dotazione di software a corredo, i computer Amstrad in generale ed il PC1512 in particolare ebbero una buona diffusione, contribuendo ad avvicinare sempre più l'informatica alle masse.
Fu commercializzato anche come Sinclair PC500.